# 丘崈
丘崈（?—1209年），字宗卿，宋代江阴军人。
隆興元年（1163年）癸未科木待问榜进士第三人，為建康推官。宰相虞允文很重視他，奏除國子博士。乾道七年（1171）知秀州華亭縣，築捍海堰；淳熙七年（1180）知鄂州；淳熙九年（1182）任江西運判兼提刑。十三年知紹興府，十四年除兩浙轉運副使。曾入四川，擔任四川安抚制置使兼知成都府。光宗即位，除太常少卿兼權工部侍郎，擢升為煥章閣直學士。紹熙三年(1192年) 任四川安撫制置使。開禧二年四月，韓佗冑對金國不宣而戰，展開北伐軍事行動；六月，丘崈被任命為江淮宣撫使，至揚州部屬諸將，率領江上正規軍分守江淮要害。
韩侂胄北伐失敗，金兵自渦口進犯淮南，有人勸丘崈棄廬州，退守長江。丘崈堅決反對。不久因北伐失利去職。開禧三年(1207年)，金兵再犯兩淮，朝廷以丘崈擔任江淮制置使，兼建康府知府、淮南運使。丘崈招集兩萬邊民，組成“雄淮軍”，共抗金兵，力保淮西。官至南宋枢密院同知宰辅。不久以病歸里。開禧五年(1209年)，去世。谥号忠定。著有《四印斋刻词》。

## 延伸阅读
[在维基数据编辑]
 《宋史·卷398》，出自脱脱《宋史》